# Czesława Żuławska
Czesława Maria Żuławska (ur. 19 maja 1930 w Pruchniku, zm. 20 sierpnia 2024 w Krakowie) – polska prawniczka, specjalizująca się w prawie cywilnym, sędzia Sądu Najwyższego, profesor nauk prawnych.

## Życiorys
W 1952 ukończyła studia na Uniwersytecie Jagiellońskim, od 1953 pracowała w Państwowym Arbitrażu Gospodarczym. W 1960 obroniła na Uniwersytecie Marii Curie-Skłodowskiej w Lublinie pracę doktorską Umowa o podwykonawstwo robót budowlano-montażowych napisaną pod kierunkiem Stefana Buczkowskiego. Od 1967 pracowała w Wyższej Szkole Ekonomicznej w Krakowie (od 1974 Akademii Ekonomicznej w Krakowie) jako adiunkt. W 1973 otrzymała na UMCS stopień doktora habilitowanego na podstawie pracy Gwarancja jakości – studium prawne. W 1981 zaangażowała się w działalność Społecznej Rady Legislacyjnej przy Centrum Obywatelskich Inicjatyw Ustawodawczych "Solidarności", razem z Ewą Łętowską kierowała podzespołem ds. ochrony konsumentów.
W latach 1984–2000 kierowała w AE w Krakowie Katedrą Prawa. W 1984 otrzymała tytuł profesora. Od 1985 do 1995 była członkinią Komisji ds. Reformy Prawa Cywilnego, w latach 1987–1992 członkini Rady Legislacyjnej, w tym w latach 1989–1992 jej wiceprzewodniczącą. W latach 1991–1999 była sędzią Sądu Najwyższego w Izbie Cywilnej. Od 1996 była członkinią Komisji Kodyfikacyjnej Prawa Cywilnego.
Została odznaczona Krzyżem Kawalerskim i Krzyżem Oficerskim Orderu Odrodzenia Polski (1998) oraz Medalem Komisji Edukacji Narodowej.
Jej mężem był Jacek Żuławski, prezes Krajowej Rady Radców Prawnych w latach 1991–1995, zmarły w listopadzie 2023.